# Елена Павловна (великая княжна)
Елена Павловна (13 (24) декабря 1784, Санкт-Петербург — 12 (24) сентября 1803, Людвигслюст, Мекленбург-Шверин) — великая княжна, герцогиня Мекленбург-Шверинская, дочь императора Павла I и его супруги Марии Фёдоровны.

## Биография
Елена Павловна родилась пополудни в половине 5го часа 13 (24) декабря 1784 года в Зимнем дворце, Санкт-Петербург, и была четвёртым ребенком и второй дочерью в семье наследника престола великого князя Павла Петровича и великой княгини Марии Фёдоровны.
В этот день в Камер-фурьерском журнале была сделана запись

Декабря 13го числа в пятницу. Пополудни в половине 5го часа Её императорское высочество, в присутствии Её императорского величества, благополучно разрешилась от бремени, и всевышний Бог даровал Их императорским высочествам дочь, а Её императорскому величеству внучку, которой наречено имя Елена,

а в газете СанктПетербургскiя Вѣдомости от 17 декабря 1784 г. опубликовано сообщение

Сего Декабря 13 дня по полудни Ея Императорское Высочество Благовѣрная Государыня Великая Княгиня МАРIЯ ѲЕОДОРОВНА разрѣшилась благополучно отъ бремени Великою Княжною, которой наречено имя ЕЛЕНА, и в тотъ же день въ вечеру сiе столь радостное произшествiе возвѣщено было здѣшнему городу пушечную съ обѣихъ крѣпостей пальбою.

«Малютка эта — чрезвычайной красоты, — писала о ней бабушка-императрица Екатерина II, — вот почему я назвала её Еленой, то есть в честь троянской красавицы Елены Прекрасной». Детство великой княжны прошло во дворцах Гатчины и Павловска. Она была чрезвычайно живым ребенком, имела веселый нрав и доброе сердце, с ранних лет проявляла особые способности к рисованию и танцам. И хотя Екатерина II не обделяла вниманием и других внуков, к Елене она питала особую слабость: «…прекрасная Елена процветает и ей-ей в шесть месяцев она уже умнее и живее старшей сестры, которой на той неделе будет два года».

## Брак
В 1798 году ситуация в Европе сложилась так, что Россия, следуя своим союзническим обещаниям, решилась на более тесное военное сотрудничество с Австрией подкрепленное согласием на брак великой княжны Александры Павловны с эрцгерцогом Иосифом. И в это же время начались переговоры о браке Елены Павловны с принцем из небольшого, но политически выгодного государства — герцогства Мекленбургского. Переговоры шли без каких-либо осложнений и закончились успешно.
В Поденных придворных записях под 17 февраля 1799 года есть сообщение: «Прибыли в Санкт-Петербург их светлости Мекленбург-Шверинские принцы Фредерик и Карл. Имели помещение в Мраморном дворце. Сего числа приглашены к императорскому столу.»
Принц Фридрих Людвиг (1778—1819) был сыном Фридриха Франца I, великого герцога Мекленбург-Шверинского (1756—1837) и принцессы Луизы Саксен-Готской (1756—1808). Граф Ростопчин писал: «В понедельник, то есть 25 числа, едут в Павловск, а 24-го будет обручение великой княжны Елены… Принц — человек жеманный, в сущности простоватый и невежественный, но добрый малый…».
5 мая 1799 года была обручена, а 12 (23) октября 1799 года в Гатчине вышла замуж за наследного принца Фридриха Людвига Мекленбург-Шверинского. Через неделю с таким же блеском отпраздновали свадьбу Александры Павловны. Свадебные торжества продолжались целый месяц. Подробности церемонии сохранились в Поденных придворных записях: «Двенадцатого октября. День бракосочетания ея императорского высочества великой княжны Елены Павловны с наследным принцем Мекленбург-Шверинским Фредериком. При пении „Тебе Бога хвалим“ произведен был 101 пушечный выстрел…». Новобрачные состояли в отдалённом родстве: Фридрих Людвиг приходился Елене Павловне четвероюродным дядей через князя Иоганна VI Ангальт-Цербстского, а также они были дважды братом и сестрой в шестом колене через герцога Фридриха III Гольштейн-Готторпского.
В начале 1800 года молодых супругов уже встречали в Шверине соответственно её высокому происхождению. Владетельный герцог Фридрих-Франц вышел приветствовать новую обитательницу дворца. Её кроткий взгляд и естественные манеры сразу расположили к себе простых людей. Большую часть времени супруги жили в своем дворце в Людвигслюсте. По утрам Елена Павловна любила совершать с мужем прогулки в парке. Несмотря на замужество и беременность, она и в Мекленбурге не оставляла занятий науками, пополняя своё образование. Благодаря прекрасному воспитанию великая княжна уже в детстве владела главными европейскими языками и была знакома с основами многих серьёзных наук.
Находясь в 1801 году с визитом в Берлине, Елена Павловна покорила жителей города своей красотой. Вместе с королевой Пруссии Луизой, красотой которой берлинцы очень гордились, их называли «четой роз».

## Дети
В сентябре 1800 года у неё родился сын Пауль Фридрих (1800—1842). Юный принц был назван в честь своих дедов — императора Павла и герцога Фридриха Франца. С 25 мая 1822 года — супруг Александрины Прусской (1803—1892).
В марте 1803 года родился второй ребёнок — дочь Мария Луиза Фредерика Александрина Елизавета Екатерина (1803—1862). С 7 октября 1825 года — супруга Георга, герцога Саксен-Альтенбургского (1796—1853). Среди их внуков — великая княгиня Елизавета Маврикиевна, супруга великого князя Константина Константиновича, внучатого племянника Елены Павловны.

## Смерть
Крепким здоровьем Елена Павловна не отличалась, а вторая беременность подорвала её здоровье ещё сильнее, и 12 (24) сентября 1803 года Елена Павловна скончалась. Ей не исполнилось ещё и девятнадцати лет. Видимо, Елена Павловна заболела чахоткой, которую в то время не умели лечить.
В Мекленбурге искренне переживали горе в семье герцога. В таком отношении простых людей не было ничего удивительного. Сразу по приезде в Мекленбург Елена Павловна стала заниматься благотворительностью. Из своих средств она жертвовала большие суммы в кассы помощи бедным.
В отличие от судьбы её старшей сестры Александры, судьба Елены Павловны, казалось, была к ней благосклонней. Хотя обе княжны росли вместе, были почти неразлучны, в одно время выданы замуж, в одно время покинули родину, последовав за своими мужьями. Даже жизни их были на удивление схожими по своей краткости и прервались по одной и той же причине: Александра Павловна, как и её младшая сестра, скончалась после родов. Но всё же младшей на второй её родине повезло больше — Елена Павловна была окружена людьми благожелательными. Герцог-свёкор относился к ней по-отечески внимательно, двор и прислуга тоже любили наследную герцогиню (всё это разительно отличалось от холодного и чопорного австрийского двора).

## Памятники
В память о полюбившейся ему невестке Фридрих Франц велел воздвигнуть в дворцовом парке Людвигслюста над её могилой мавзолей, который стоит там до сих пор. На нём высечена надпись «Helenen Paulownen».
Скорбя о умершей так рано дочери, императрица Мария Фёдоровна заказала скульптору И. П. Мартосу памятник, чтобы установить его в своей летней резиденции, Павловске. В 1806 году на небольшом островке, на который опирался средний устой двухарочного моста через речку Славянку, воздвигли пьедестал из розового мрамора, на нём урну-вазу из порфира с сидящими на ней бронзовыми голубками. На одной стороне пьедестала скульптор поместил беломраморный барельеф с изображением скорбящего Гения, держащего в одной руке венок из роз, в другой — опрокинутый факел как символ угасшей жизни. Памятник был разобран в 1948 году, его барельеф выставляется в Павловском дворце.
В память о Елене Павловне, в Елисаветпольской губернии в 1819 году переселенцами из Швабии было основано немецкое поселение под названием Еле́нендорф (нем. Helenendorf: деревня Елены). После ряда переименований оно стало городом Гёйгёль в Азербайджане.

## Награды
- Орден Святой Екатерины 1 степени (22 декабря 1784[5])